# دیگری (فیلم ۱۹۱۳)
دیگری (به آلمانی: Der Andere) یک فیلم صامت آلمانی به کارگردانی ماکس ماک است که در سال ۱۹۱۳ ساخته‌شده‌است. او در این فیلم از بازیگر مشهور تئاتر آلبرت باسرمان استفاده کرد که به عنوان بهترین بازیگر عصر خود مطرح بود. این فیلم اولین فیلم سینمایی آلبرت باسرمان محسوب می‌شود. اکثر منتقدان ریشه‌های ادبی و تئاتری این فیلم را مورد توجه قرار داده‌اند.